# Gerdy Troost
Pour les articles homonymes, voir Gerdy et Troost.
Gerdy Troost, née Gerhardine Andersen le 3 mars 1904 à Stuttgart et morte le 30 janvier 2003 à Bad Reichenhall (Bavière), est une architecte allemande et l'épouse de Paul Troost.

## Biographie
Elle est la fille d'un marchand d'art. Après ses études, elle travaille avec son père, ce qui lui permet de rencontrer l'architecte Paul Troost, en 1923. En 1924, après s'être mis en couple, ils déménagent à Munich et se marient l'année suivante. Comme son mari, elle fait la connaissance d'Adolf Hitler en 1930 et devient membre du parti nazi en 1932. Après la mort de son époux en 1934, elle continue à travailler au sein de leur cabinet d'architecte, associée à Leonhard Gall. À Munich, elle supervise la construction de la Haus der Kunst, le réaménagement de la Königsplatz et l'édification du Ehrentempel (en). Jusqu'à la fin de la Seconde Guerre mondiale, elle est conseillère en architecture auprès d'Adolf Hitler. En 1943, elle perçoit une dotation de 100 000 marks.
Après le conflit, pendant la période de dénazification menée par les Alliés, elle est classée comme « peu responsable » (Minderbelastete) par les autorités et condamnée à une amende de 500 marks et une interdiction de travailler de dix ans. Une fois ce laps de temps écoulé, elle reprend son activité d'architecte, alors qu'elle réside à Schützing (Haiming), en Haute-Bavière. Elle demeure une amie et confidente de l'ancienne directrice du festival de Bayreuth et proche d'Adolf Hitler, Winifred Wagner.

## Ouvrage
- Das Bauen im Neuen Reich, Gauverlag Bayerische Ostmark, 1938.